# Кирни, Ханна
Ханна Энджела Кирни (англ. Hannah Angela Kearney, род. 26 февраля 1986 года, Хановер, штат Нью-Гэмпшир, США) — американская фристайлистка, выступавшая в могуле, олимпийская чемпионка 2010 года, трёхкратная чемпионка мира, 4-кратная обладательница Кубка мира в общем зачёте и 6-кратная в зачёте могула.

## Спортивная карьера

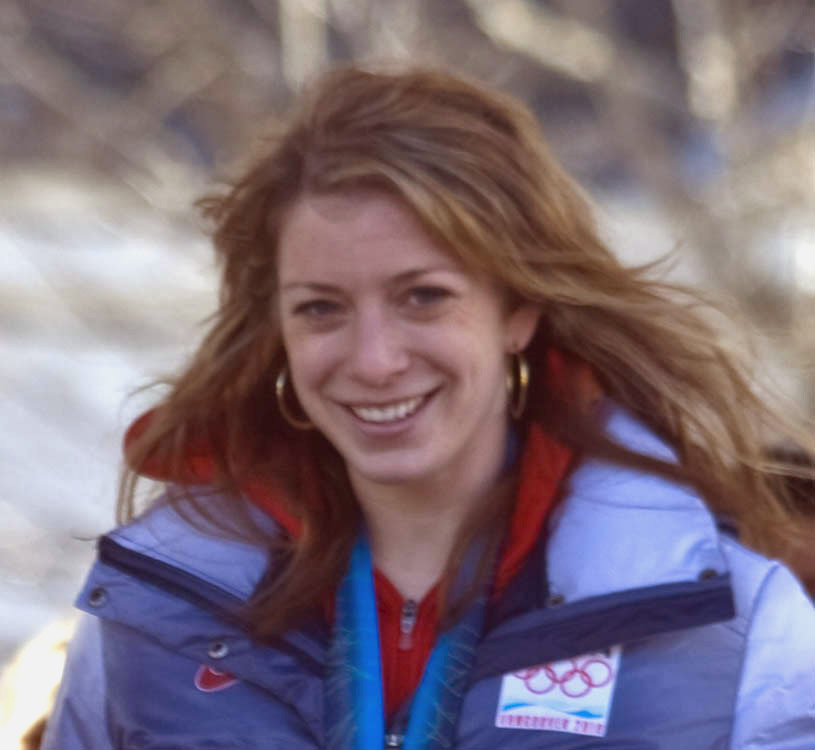
2010 год

Ханна Кирни впервые приняла участие в этапе Кубка мира 11 января 2003 года в канадском Мон-Трамблане и стала 26-й. В первом же этапе следующего сезона, 6 декабря 2003 года в Руке (Финляндия) она стала третьей, а 22 февраля 2004 года в Наэбе (Япония) выиграла этап кубка мира. Впервые выступила на чемпионате мира в 2005 году и сразу же стала чемпионкой в могуле. На Олимпийских играх 2006 года в Турине, будучи фаворитом, сорвала первый прыжок и не прошла квалификационные соревнования, заняв лишь итоговое 22-е место. После глубокого спада в 2006—2008 годах, вызванного травмами, снова вышла на высокий уровень в сезоне 2008/2009 годов, выиграв три этапа Кубка мира и став первой в общем зачёте, а также заняв третье место в параллельном могуле на чемпионате мира (в могуле стала 14-й).
На Олимпийских играх 2010 года в Ванкувере стала первой сначала в квалификации, а затем и в финале, опередив занявшую второе место канадку Дженнифер Хейл почти на балл.
На Олимпийских играх 2014 года в Сочи завоевала бронзовую медаль.
Входит в тройку лидеров по общему количеству побед на этапах Кубка мира во всех дисциплинах фристайла.
Завершила карьеру в 2015 году после чемпионата мира в Крайшберге, где завоевала две медали (золото и серебро).
Место жительства — Норуич, штат Вермонт.

## Результаты на крупнейших соревнованиях

### Зимние Олимпийские игры
| Олимпийские игры | Могул |
| ---------------- | ----- |
| 2006 Турин       | 22    |
| 2010 Ванкувер    | 1     |
| 2014 Coчи        | 3     |